# Classe Asashio
La classe Asashio (朝潮型駆逐艦, Asashio-gata kuchikukan) est une série de 10 destroyers de 1re classe de la Marine impériale japonaise construite avant la Seconde Guerre mondiale.

## Contexte
La Marine impériale japonaise n'était pas entièrement satisfait de la performance de la classe Shiratsuyu, principalement en termes de rayon d'action et de vitesse. Toutefois, en conformité du Traité naval de Londres de 1930, il a été jugé impossible de remédier à cela pour améliorer leurs spécifications.

Cet obstacle a été retiré quand le gouvernement japonais n'a pas renouvelé ce traité à son expiration. Les quatre derniers navires des 14 destroyers prévus de la classe Shiratsuyu ont été annulés, et les nouveaux navires de classe Asashio ont été approuvés dans le cadre du Plan de réarmement japonais Maru-2 du budget d'extension supplémentaire de la Marine de 1934.

## Conception
La classe Asashio était la première classe de destroyer japonais à dépasser les 2 000 tonnes de déplacement et la première à être équipé d'un sonar.
En termes d'armement, elle est comparable aux classes précédentes Fubuki et Akatsuki mais avec des tourelles à double canon de 127 mm, avec une élévation de seulement 55° degré. L'implantation des tourelles étant différente la silhouette n'est en rien identique à la classe Shiratsuyu.
Les deux lanceurs quadruples de torpilles de 610 mm ont été maintenus mais avec le stockage des torpilles dans un rouf en ligne médiane. Cette conception est devenu le plan de base pour tous les destroyers japonais futurs.
Au cours de la Guerre du Pacifique, entre 1943 et 1944, une tourelle a été retirée sur les navires survivants pour être remplacé par un triple
canon automatique AT/AA de 25 mm portant le nombre total à 15.
Après Juin 1944, l'armement de lutte anti-aérienne a été renforcé, portant le total de canons automatiques AT/AA de 25 mm entre 15 et 28 et à quatre mitrailleuses Hotchkiss de 13,2 mm.
Quatre lanceurs pour 36 grenades sous-marines ont également été installés entre 1943 et 1944. Les quatre derniers navires survivants étaient également équipés de radars.

## Service
Les navires de la classe Asashio ont tous combattu pendant la guerre du Pacifique et aucun n'a survécu.
Pendant la guerre, la classe Asashio a été largement utilisée dans la protection de la Flotte combinée. Le Arare a été attaqué et coulé au large de l'île de Kiska durant la campagne des îles Aléoutiennes par l'USS Growler le 5 juillet 1942. Le Kasumi a également été lourdement endommagé avec un autre destroyer. Les Asashio et Arashio ont escorté la 7e division de croiseurs à la Bataille de Midway, où les deux ont été endommagés par une attaque aérienne. Bien que réparé et remis en service, les deux destroyers ont été coulés en 1943 par l'aviation américaine dans des missions d'escortes de navires de transport durant la bataille de la mer de Bismarck. Les Michishio, Asagumo et Yamagumo ont été perdus en 1944 dans la Bataille du golfe de Leyte. Le Kasumi, dernier de la classe, a servi d'escorteur durant l'attaque sur Pearl Harbor en 1941 et a rejoint le cuirassé Yamato durant l'opération Ten-Gō contre la flotte américaine à Okinawa.

## Les unités
| Nom       | Chantier naval                         | Quille            | Lancement        | Service          | Fin de carrière             | Photo |
| --------- | -------------------------------------- | ----------------- | ---------------- | ---------------- | --------------------------- | ----- |
| Asashio   | Arsenal naval de Sasebo                | 7 septembre 1935  | 16 décembre 1936 | 31 août 1937     | coulé le 4 mars 1943        |       |
| Ōshio     | Arsenal naval de Maizuru               | 5 octobre 1936    | 19 avril 1937    | 31 octobre 1937  | torpillé le 20 février 1943 |       |
| Michishio | Chantiers navals Fujinagata            | 5 novembre 1935   | 15 mars 1937     | 31 octobre 1937  | coulé le 25 octobre 1944    |       |
| Arashio   | Kawasaki Shipbuilding Corporation Kobe | 1er octobre 1935  | 26 mai 1937      | 30 décembre 1937 | coulé le 4 mars 1943        |       |
| Natsugumo | Arsenal naval de Sasebo                | 1er juillet 1936  | 26 mai 1937      | 10 février 1938  | coulé le 12 octobre 1942    |       |
| Yamagumo  | Chantiers navals Fujinagata            | 4 novembre 1936   | 24 juillet 1937  | 15 janvier 1938  | coulé le 25 octobre 1944    |       |
| Minegumo  | Chantiers navals Fujinagata            | 22 mars 1937      | 4 novembre 1937  | 30 avril 1938    | coulé le 5 mars 1943        |       |
| Asagumo   | Kawasaki Shipbuilding Corporation Kobe | 23 décembre 1936  | 5 novembre 1937  | 31 mars 1938     | coulé le 25 octobre 1944    |       |
| Arare     | Arsenal naval de Maizuru               | 5 mars 1937       | 16 novembre 1937 | 15 avril 1939    | torpillé le 5 juillet 1942  |       |
| Kasumi    | Compagnie des docks d'Uraga            | 1er décembre 1936 | 18 novembre 1937 | 24 juin 1939     | coulé le 7 avril 1945       |       |